# 민족종교당
민족종교당(히브리어: מִפְלָגָה דָּתִית לְאֻומִּית, Miflaga Datit Leumit)은 종교적 시온주의를 대표하는 이스라엘의 정당이다. 히브리어 약자인 마프달(히브리어: מפד"ל, Mafdal)로도 알려져 있다. 1956년 창당하였으며 2008년 해산하였다. 실용주의적 중도 정당으로 출발하였으나 1970년대를 거치며 이스라엘 정착촌과 연관되며 점차 우익으로 기울었다. 출범 이후 1992년까지 정부에 입각하였으며, 이후 극우 정당연합인 국민연합(National Union)과 연계하였다. 2008년 해산 당시 이스라엘에서 두번째로 오래된 정당이었다. 2006년 총선에서 3석으로 줄어들며 유대인의 집에 합병되었다.